# Anthonie Palamedesz.

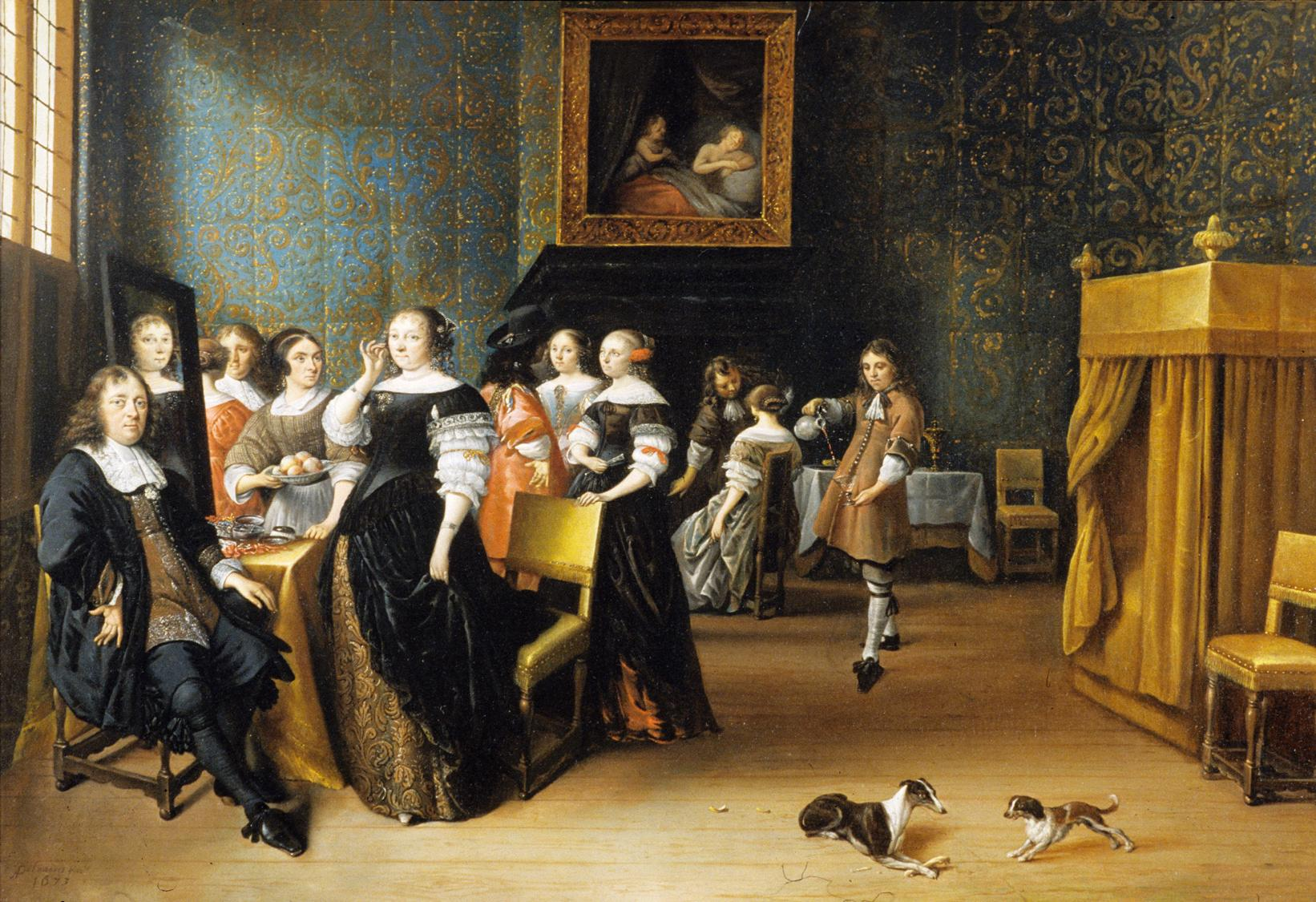
Hochzeitsfeier, 1673

Anthonie Palamedesz. (* 1602 in Leith; † 27. November 1673 in Amsterdam), auch Stevers genannt, war ein niederländischer Porträt- und Genremaler. Er war vor allem für seine Gemälde von fröhlichen Gesellschaften bekannt, die elegante Figuren bei Spiel, Musik und Konversation zeigen, sowie für Wachraumszenen, die Soldaten in Wachräumen darstellen. Wie viele andere niederländische Maler seiner Zeit malte er auch Porträts und Stillleben, darunter Vanitas-Stillleben. Außerdem malte er die Staffage in Innenansichten von Kirchen.

## Leben

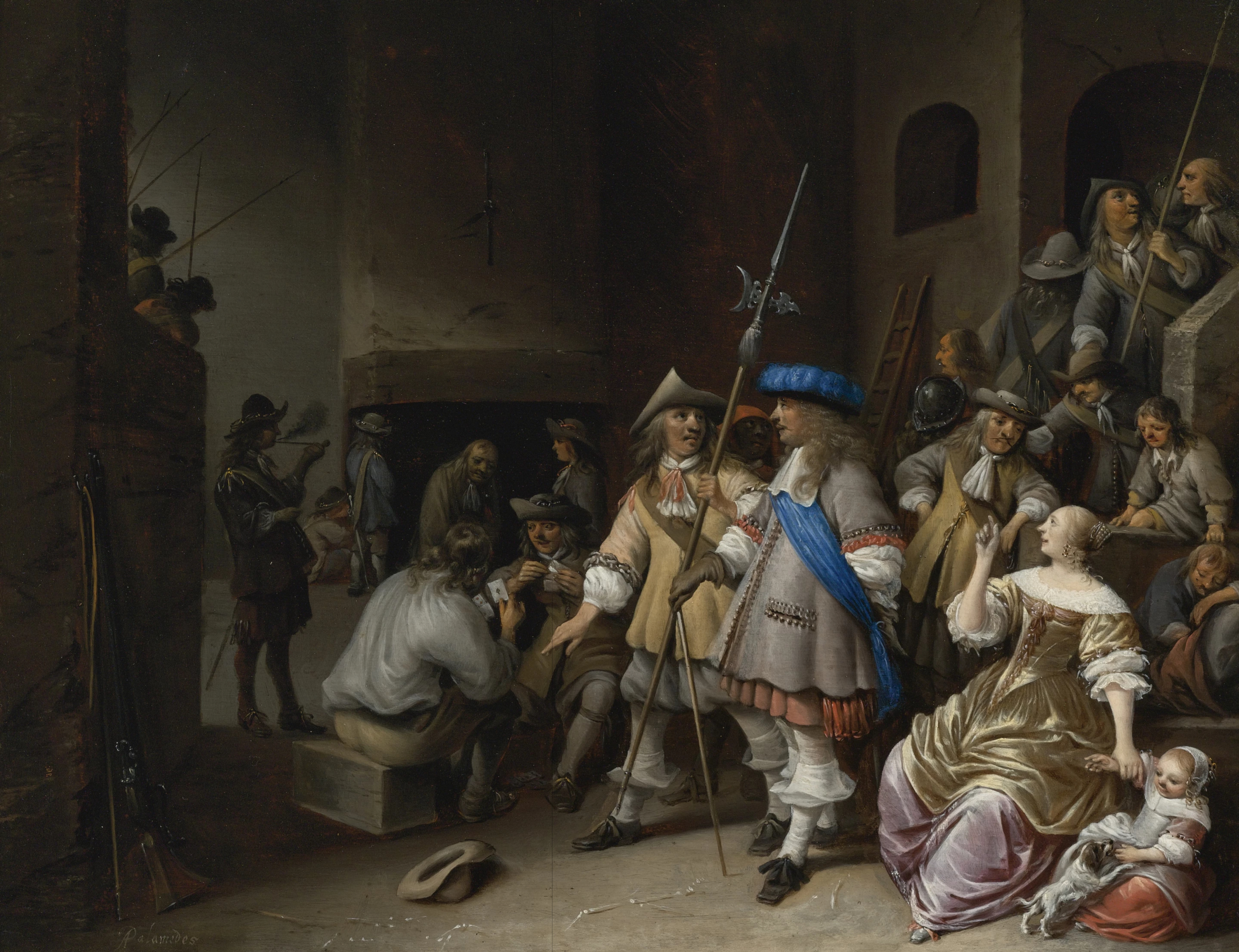
Szene in der Wachstube

Palamedesz. wurde geboren in Leith, Schottland, als Sohn von Palamedes Willemsz. Stevens und Marie Arsene (in Holland wurde sie Maeijken van Naerssen genannt). Sein Vater war ein Bildhauer, Steinmetz und Hofkünstler, der wahrscheinlich aus Flandern stammte. Er stand in den Diensten von König James. Sein Vater hatte Maeijken van Naerssen am 6. Juni 1601 in Leith geheiratet. Das Paar hatte drei Kinder: Guilliaem Palamedes (1601–1688), der Schneider wurde, Anthonie und Palamedes Palamedesz (1605–1638), ebenfalls ein Maler spezialisiert auf Schlachtenmalerei.
Nachdem Anthonies Bruder Palamedes geboren war, verließ die Familie Schottland und ließ sich in Delft in der Republik der Sieben Vereinigten Provinzen nieder, wo die Jungen aufwuchsen. Anthonie wurde von dem führenden Porträtmaler Michiel van Mierevelt und dem Historienmaler Hans Jordaens unterrichtet. Bereits im Alter von ungefähr 20 Jahren nahm ihn die Malergilde seiner Heimatstadt 1621 als Mitglied auf. Zwischen 1653 und 1673 war er wiederholt Dekan der Gilde.
Antonie heiratete Anna Joosten van Hoorndijck (gestorben 1651) am 16. März 1630 in Delft. Das Paar hatte sechs Kinder, von denen ein Sohn, Palamedes Palamedesz. II, der kein Maler wurde. Nach dem Tod seiner ersten Frau heiratete er am 29. Dezember 1658 erneut, und zwar Agata Woodward oder Aechgen Woedewart aus Delft (geb. 1621).

## Werke

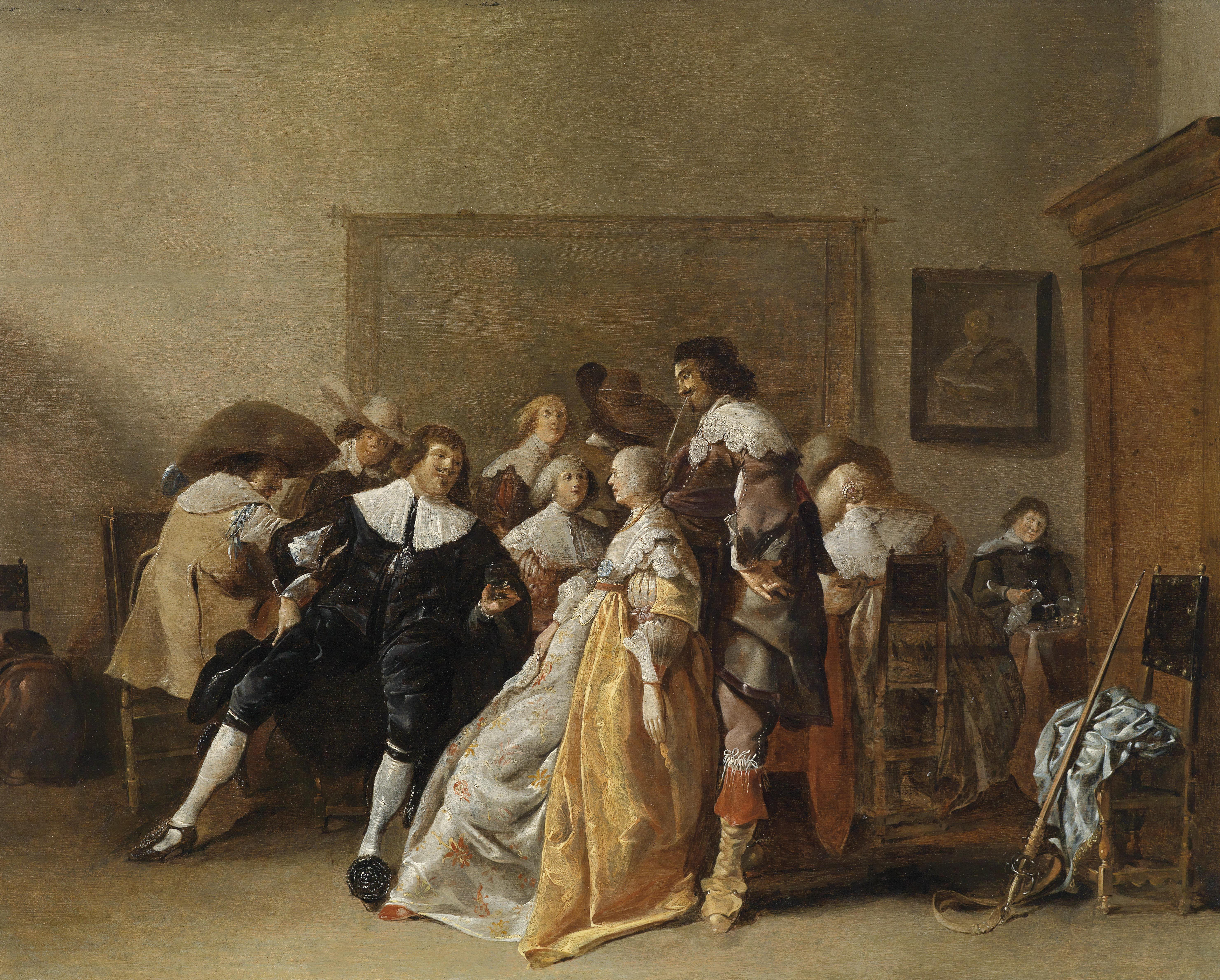
Fröhliche Gesellschaft

Neben seinen Lehrern Mierevelt und Jordaens wurde Palamedesz. auch durch Dirck Hals beeinflusst. Seine Sujets fand Palamedesz. in seiner Heimatstadt, wobei er die Szenen aus dem Volksleben in immer wieder neuen Variation auf die Leinwand bannte. Durch die genaue Darstellung mit seiner Liebe zum Detail war Palamedesz. auch schon eine wichtige Quelle für die Kulturgeschichte.
Werke von ihm befinden sich in Museen von  Berlin, Brüssel, Gotha, Kopenhagen, Lille, Nantes, Paris, Rotterdam, Schwerin und Sankt Petersburg.

## Werke (Auswahl)
- Wachstube mit Gewehr reinigendem Soldaten, Öl auf Holz 23,6 × 31 cm, Wallraf-Richartz-Museum & Fondation Corboud, Köln[4]